# Jubileumspokalen
Groupe I
Le Jubileumspokalen (en français Coupe Jubilée) est une course hippique de trot attelé se déroulant au mois d'août sur l'hippodrome de Solvalla, en Suède. L'épreuve est rebaptisée en 2023 Margareta Wallenius-Klebergs Pokal en l'honneur de la femme d'affaires liée au trot (sv) morte en avril de la même année.
C'est une course internationale de Groupe I, ouverte aux chevaux d'âge jusqu'en 2008, réservée aux chevaux de 5 ans depuis.
Elle se court sur la distance de 2 140 mètres, départ à l'autostart. L'allocation s'élève à 3 000 000 SEK (environ 261 225 €), dont 1 500 000 SEK pour le vainqueur.
L'épreuve est créée en 1977.

## Palmarès
| Année | Vainqueur        | Pays       | Père              | Driver                | Réd.km |
| ----- | ---------------- | ---------- | ----------------- | --------------------- | ------ |
| 2024  | Bedazzled Sox    | Suède      | Brillantissime    | Claes Sjöström        | 1'10"1 |
| 2023  | Francesco Zet    | Suède      | Father Patrick    | Örjan Kihlström       | 1'10"5 |
| 2022  | San Moteur       | Suède      | Panne de Moteur   | Björn Goop            | 1'09"7 |
| 2021  | Aetos Kronos     | Suède      | Bold Eagle        | Magnus A. Djuse       | 1'09"9 |
| 2020  | Missle Hill      | États-Unis | Muscle Hill       | Örjan Kihlström       | 1'10"2 |
| 2019  | Who's Who        | Suède      | Maharajah         | Örjan Kihlström       | 1'11"1 |
| 2018  | Makethemark      | Suède      | Maharajah         | Ulf Ohlsson           | 1'10"8 |
| 2017  | Readly Express   | Suède      | Ready Cash        | Jorma Kontio          | 1'09"9 |
| 2016  | Nuncio           | États-Unis | Andover Hall      | Örjan Kihlström       | 1'10"7 |
| 2015  | Nimbus CD        | Suède      | Mythical Lindy    | Örjan Kihlström       | 1'11"6 |
| 2014  | Support Justice  | Norvège    | Kadabra           | Geir Vegard Gundersen | 1'11"7 |
| 2013  | Panne de Moteur  | Suède      | Credit Winner     | Örjan Kihlström       | 1'11"6 |
| 2012  | Friction         | Suède      | Scarlet Knight    | Stefan Melander       | 1'12"1 |
| 2011  | Prince Tagg      | Suède      | Prince R.S.       | Ralf Karlstedt        | 1'12"5 |
| 2010  | Nu Pagadi        | Allemagne  | Love You          | Erik Adielsson        | 1'11"6 |
| 2009  | Iceland          | Suède      | Scarlet Knight    | Örjan Kihlström       | 1'12"9 |
| 2008  | Finders Keepers  | Suède      | Keepitinthefamily | Åke Svanstedt         | 1'12"3 |
| 2007  | Citation         | États-Unis | Conway Hall       | Erik Adielsson        | 1'12"2 |
| 2006  | Thai Tanic       | Norvège    | Viking Kronos     | Olle Goop             | 1'12"6 |
| 2005  | Gidde Palema     | Suède      | Alf Palema        | Åke Svanstedt         | 1'13"  |
| 2004  | Gidde Palema     | Suède      | Alf Palema        | Åke Svanstedt         | 1'12"1 |
| 2003  | Gidde Palema     | Suède      | Alf Palema        | Åke Svanstedt         | 1'11"4 |
| 2002  | Varenne          | Italie     | Waïkiki Beach     | Giampaolo Minnucci    | 1'11"2 |
| 2001  | Victory Tilly    | Suède      | Quick Pay         | Stig Henry Johansson  | 1'12"9 |
| 2000  | Victory Tilly    | Suède      | Quick Pay         | Stig Henry Johansson  | 1'11"9 |
| 1999  | Edu's Speedy     | Finlande   | Speedy Bandito    | Veijo Heiskanen       | 1'13"6 |
| 1998  | Zoogin           | Suède      | Zoot Suit         | Åke Svanstedt         | 1'13"5 |
| 1997  | Gentle Star      | Norvège    | Speedy Tomali     | Gunleif Tollefsen     | 1'13"1 |
| 1996  | Zoogin           | Suède      | Zoot Suit         | Åke Svanstedt         | 1'13"2 |
| 1995  | Zoogin           | Suède      | Zoot Suit         | Åke Svanstedt         | 1'12"7 |
| 1994  | Bolets Igor      | Suède      | Texas             | Lennart Forsgren      | 1'14"  |
| 1993  | Queen L          | Suède      | Crowntron         | Stig Henry Johansson  | 1'14"3 |
| 1992  | To The Gate      | États-Unis | Speedy Crown      | Antti Teivainen       | 1'13"4 |
| 1991  | Shogun Lobell    | États-Unis | Super Bowl        | Stig Henry Johansson  | 1'14"  |
| 1990  | Peace Corps      | États-Unis | Baltic Speed      | Stig Henry Johansson  | 1'13"4 |
| 1989  | Napoletano       | États-Unis | Super Bowl        | Stig Henry Johansson  | 1'14"5 |
| 1988  | Piper Cub        | Suède      | Tibur             | Stig Henry Johansson  | 1'14"8 |
| 1987  | Callit           | Suède      | Tibur             | Karl O. Johansson     | 1'14"3 |
| 1986  | Callit           | Suède      | Tibur             | Karl O. Johansson     | 1'14"2 |
| 1985  | Minou du Donjon  | France     | Quioco            | Olle Goop             | 1'13"5 |
| 1984  | The Onion        | Suède      | Quick Pay         | Stig Henry Johansson  | 1'12"8 |
| 1983  | Speedy Magnus    | Suède      | Speedy Spin       | Olle Goop             | 1'14"8 |
| 1982  | Zorrino          | Suède      | Glory Hanover     | Tommy Hanné           | 1'14"7 |
| 1981  | U.S. Thor Viking | États-Unis | Nevele Pride      | Stig Henry Johansson  | 1'15"3 |
| 1980  | At Risk          | États-Unis | Hickory Pride     | Pekka Korpi           | 1'15"8 |
| 1979  | Pershing         | États-Unis | Nevele Pride      | Berndt Lindstedt      | 1'17"  |
| 1978  | Pershing         | États-Unis | Nevele Pride      | Berndt Lindstedt      | 1'16"3 |
| 1977  | Charme Asserdal  | Finlande   | Train Bloc        | Heikki Korpi          | 1'18"7 |